# Чернобровка
Чернобровка (лат. Acanthobrama microlepis) — рыба семейства карповых (Cyprinidae), эндемик бассейна Куры и Аракса.

## Характерные признаки
По внешнему виду сходна с уклейками и быстрянками, но крупнее (максимальный размер — около 25 сантиметров) и имеет сравнительно бо́льшую высоту тела. Отличительным морфологическим признаком является последний неветвистый луч спинного плавника, сильно утолщённый и относительно жёсткий (хотя его вершина остаётся слабой). Всего в спинном плавнике 11 лучей, в удлинённом анальном — 15—20. Чешуя мелкая; в боковой линии от 63 до 82 чешуек. Боковая линия слабоизогнутая.
Рот косой, близок к конечному расположению. Глоточные зубы располагаются в два ряда, редкие жаберные тычинки — в 10 рядов. 
От уклеек и быстрянок отличается также по окраске спинного и хвостового плавника[./Чернобровка#cite_note-_a32ad79213c80544-6 [6]], которые имеют тёмные (практически чёрные) кончики. Грудные и брюшные плавники, как правило, красноватые. Вдоль тела по бокам тянется широкая тёмная полоса.

## Ареал
Ареал охватывает водоёмы бассейна Куры (верхнего и среднего течения, вниз до города Мингечаура) и Аракса (вниз до села Карадонлу). Возможно обитание в иранской реке Сефидруд.

## Биология и экология
Биология и экология малоизучены. Населяет реки и озёра с холодной водой (10—20°C). Чаще встречается в реках с быстрым течением и галечниковым дном.
Бентопелагический растительноядный вид. 
Созревают в возрасте 2—3 года при длине тела 8—12 см. В Армении нерестятся с конца апреля до конца августа, а в Турции — с начала мая до конца июля. Плодовитость турецких особей — 2830 до 9705 икринок (коррелирует с размерами и возрастом самок). В Армении плодовитость чернобровки выше и достигает 19 тысяч икринок, диаметр икринок — до 1,87 мм.

## Хозяйственное значение
Промыслового значения не имеет.